# Plebicula ahmar
Plebicula ahmar är en fjärilsart som beskrevs av Le Cerf 1928. Plebicula ahmar ingår i släktet Plebicula och familjen juvelvingar. Inga underarter finns listade i Catalogue of Life.